# Grönby
Grönby är en småort i Trelleborgs kommun och kyrkby i Grönby socken på Söderslätt i Skåne.
Grönby var tidigare ett livligt centrum med bland annat möllor, smedjor, vagnmakeriverkstad och pottmakeri. Byn är fortfarande stor och sträcker sig utmed vägen upp mot Norra Grönby. Speciella är de stora, vackra gråstensbyggnaderna tillhörande några av de gårdar som fick stanna kvar på bytomten efter enskiftet.
Grönby kyrka har torn och långhus från medeltiden. 
I slutet av 1800-talet var Grönby också känd genom spelmännen bröderna Wildt. De brukade spela på byns eget nöjesetablissemang, Gröna Lund. Från byn kom också läkaren, veterinären och zoologen Hjalmar Kinberg och läkaren Otto Gröné.